# En 7-sjungande flicka
En 7-sjungande flicka är en amerikansk film från 1940 i regi av William A. Seiter. Filmen är en musikal med Deanna Durbin i huvudrollen. Hon spelar en ung skådespelare som får chansen till en stor roll, men upptäcker att hennes mor också vill göra rollen.

## Rollista
- Deanna Durbin - Pamela Drake
- Kay Francis - Georgia Drake
- Walter Pidgeon - John Arlen
- Eugene Pallette - guvernör Allen
- Henry Stephenson - Andrew
- Cecilia Loftus - Sara Frankenstein
- Samuel S. Hinds - Sidney Simpson
- S.Z. Sakall - Karl Ober
- Fritz Feld - hovmästare